# Bruderschaft der Christengemeinden in Deutschland
Die Bruderschaft der Christengemeinden in Deutschland (BCD) ist ein Zusammenschluss von freikirchlichen Gemeinden. Innerhalb des Verbundes sind überwiegend Gemeinden der Evangeliumschristen-Baptisten sowie Mennoniten-Brüdergemeinden vertreten. Diese Gemeinden stammen fast ausschließlich aus den Ländern der ehemaligen Sowjetunion. Sie besteht aus 86 Gemeinden mit 20.000 Mitgliedern. Die Bruderschaft wurde als Dachverband 1989 gegründet.
Eine Zusammenarbeit mit anderen freikirchlichen Gemeinden und der Ökumene wird überwiegend abgelehnt. Es bestehen Kontakte zu der Vereinigung der Evangeliums-Christen-Baptistengemeinden (EChB), mit denen man in den meisten Lehren übereinstimmt. Aus diesem Verbund ging die Bruderschaft der Christengemeinden ursprünglich hervor.